# 조동호
조동호(趙東祜, 1892년 8월 4일 ~ 1954년 9월 11일)는 한국의 독립운동가, 언론인, 정치인이다. 본관은 풍양. 호(號)는 유정(榴亭)이다. 충청북도 옥천군 출신이다.
대한민국 임시정부 국무위원, 임시의정원을 지냈으며, 1921년 중국 각지에서 한국의 독립운동가들과 중국의 민간인들간에서 한중친선과 한국독립 지원, 반제국주의 활동 등을 목적으로 결성한 민간단체 한중호조사에 관여했다. 1925년에는 조선공산당 창당 참여에 관여하였다. 일제강점기 말기에는 비밀결사 독립운동 단체인 건국동맹에 주요인물로 활동했고, 해방 정국에는 건국준비위원회 선전부장, 근로인민당 등 좌우합작운동에 참여했다. 중국 상해에서 '구국일보' 신문기자와 대한민국 임시정부 기관지 독립신문 발간인으로 논설주필을 맡았으며, 국내에서는 동아일보와 조선중앙일보 편집고문, 논설주필위원으로 지냈다.
조선 영조 때의 노론 문신인 조문명, 조현명은 그의 8대 방조(傍祖)였다. 이름의 혼동으로 일부에서는 조동우(趙東祐)로도 불린다.

## 생애

### 생애 초기

#### 출생과 가계
조동호는 본관은 풍양(豊壤)이고, 조명하(趙明夏,1862~1900)와 고령 박씨 박빈(朴彬)(1864~1945)의 3남 2녀 중 3남으로 충청도 청산현 현내면 백운리(지금의 충청북도 옥천군 청산면 백운리)에서 출생하였다.
그의 가계는 조선시대의 서인 노론으로 영조의 장남 효장세자의 처가였다. 효장세자의 장인인 노론 탕평파 풍릉부원군 조문명과 영의정 풍원부원군을 지낸 조현명, 좌의정을 지낸 조재호(趙載浩)가 그의 방계 조상으로, 그는 조문명·조현명 형제의 사촌이자 한성부서윤을 지낸 조철명(趙哲命)의 8대손이었다.

#### 성장과 학창시절
어려서 한학을 공부하다가 1905년 청산에 신명사립학교(현 청산초등학교)가 개교 하면서 신학문에 뜻을 두고 3년을 다니다가 큰형 조동석의 권유로 한성부로 상경하였다.
1908년 한성 경성측량학교(京城測量學校)에 입학, 1910년에 수료한 뒤, 측량기사가 되었다. 1907년경 무렵에 국립측량학교에 다닐 때 같은 건물에 있던 국립우편학교 출신인 여운형을 우연히 만나 이때부터 그는 여운형과 일생의 동지가 된다. 이후 여운형의 소개로 이만규를 알게 되었고 이들은 서로 친해지면서 교우를 쌓게 된다.

### 독립운동에 투신
1912년 조동호의 누이동생이 결혼하여 그의 후행으로 서강갈때였다. 이 당시 조동호는 측량기사였는데, 신촌으로 가던 중 일본인과 한국인이 싸움을 하는 광경을 목격했다고 한다. 이때 일본 순사는 일본인 편만 들고 한국인에게는 야단을 쳤다고 한다. 이에 조동호는 그의 부당성을 지적하여 일본순사 5명과 실랑이를 벌였다고 한다. 이 사건으로 경찰에 잡혀 서대문경찰서에서 구타를 당하고 불법으로 약 1개월간 잡혀있다가 풀려났다. 이를 계기로 조동호는 항일의식과 독립운동에 투신을 결심하게 된다.
1914년 12월 하순 여운형과 함께 중국으로 망명하여 남경 금릉대학(南京金陵大學: 현 난징 대학교) 사범과 중문학부에 입학, 1917년 졸업했다.

### 독립운동

#### 독립운동 입문
1917년 금릉대학 졸업후 상하이에서 중국인 황자오(黃覺)가 경영하는 구국일보(救國日報)에 입사하여 기자가 되면서 언론계에 입문했고 박은식, 신규식, 등이 조직한 독립운동단체인 동제사(同濟社 :1912년)에 이사로 참여하면서 독립운동에 투신했다.
1918년 8월 상하이(上海)에서 여운형(呂運亨), 장덕수(張德秀), 김철(金澈). 선우혁(鮮于爀), 한진교(韓鎭敎)등 6인과 함께 신한청년당(新韓靑年黨)을 조직하고, 1919년 프랑스 파리에서 열리는 파리강화회의와 미국 윌슨대통령에게 제출하기 위한 조선독립청원서를 여운형 등과 함께 영문으로 작성하였다.
신한청년당은 처음에는 작은 모임이었으나 이 당의 활약으로 일본에서는 유학생들이 모여 2.8 독립선언이 국내에서는 3.1 만세운동이 발생하게 된다. 그 후 큰 혁명을 일으킨 한국 최초의 큰 정당으로 발전하여 당원이 150명으로까지 늘어났다.

#### 상해 임시정부 참여

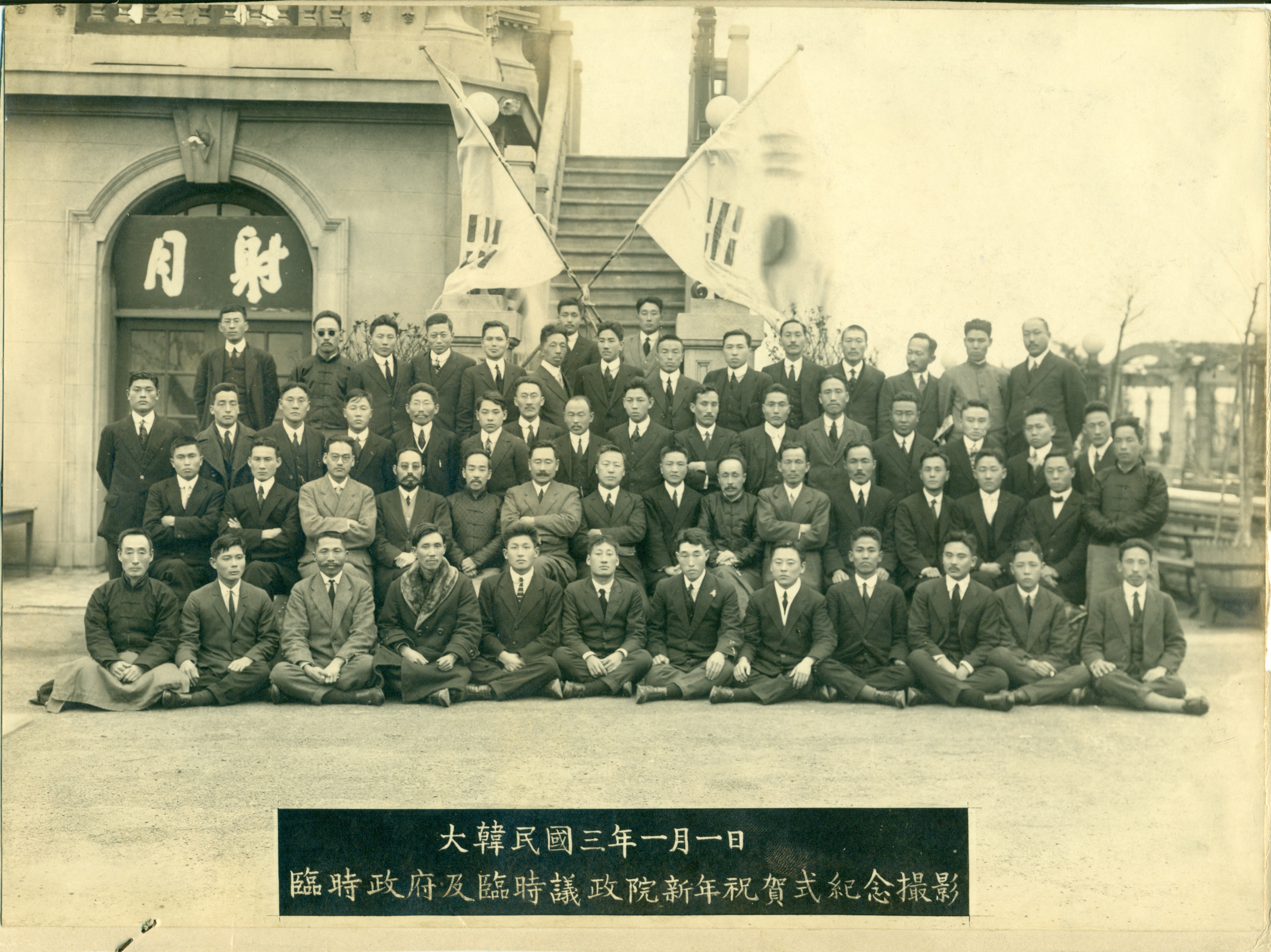
1921년 1월 1일 신년하례회. 제4열 맨 윗줄 우측 두 번째가 조동호.

1919년 4월 10일 상해 프랑스 조계지 김신부로(上海 法界金神父路) 22호에서 신한청년당원들이 주축이 되어 대한민국 임시정부 수립에 동참하였다. 조동호는 임시의정원 충청도 대표의원과 임시정부 국무위원에 피선되었다. 임시정부에서는 임시정부 기관지로 안창호, 이광수, 차이석(車利錫) , 백성욱(白性郁) 등과 같이 독립신문을 창간하여 조동호의 노력으로 성경에서 그 글자체를 따서 한글 활자를 제조, 사용하였다. 1921년 이동휘(李東輝)가 주도한 상해파 고려공산당에 입당, 고려공산당 출판부위원이 되었다.
1921년엔 중국인들과 임정요인들인 노백린, 김규식, 여운형, 이유필 등과 함께 중국어에 능통하고 중국인과 친분이 두터운 유정 조동호(榴亭 趙東祜)가 핵심적 역할을 수행하여 한중호조사(韓中互助社)가 조직되었다.
이르쿠츠크파와 상해파의 사회주의 운동의 주도권을 둘러싼 경쟁을 하다가 이동휘와 결별하고, 이르쿠츠크파와 연대하여 1921년 7월 김만겸(金萬謙)·여운형 등과 함께 이르쿠츠크파 고려공산당 상하이 지부를 조직했다. 1922년 10월 10년내에 1만명의 병력과 10만원의 자금을 모아 독립전쟁을 개시한다는 목적으로 상해 샤페이로(霞飛路) 바오캉리(寶康里) 24호 조상섭의 집에서 여운형, 김구, 이유필 등과 한국노병회(韓國勞兵會)를 창립하는데 참여하였다. 1923년 4월 2일 한국노병회 1차 정기총회에 참석하고 노병회 교육부 부원에 임명되었다. 조동호는 곧 최석순 등과 함께 한국노병회 회계검사원에 임명되었다. 1923년 12월경 귀국하였다.

#### 언론 활동과 정당 활동
귀국 후 조동호는 〈동아일보〉에 입사하였다. 이후 동아일보 논설위원과 동아일보 특파원 등 언론인으로 활동하였고, 1924년 11월 19일 사회주의운동단체인 화요회(火曜會)가 출범하자, 그는 화요회에도 가입, 참여하였다.
1925년 4월 17일 김재봉(金在鳳)·김찬(金燦) 등과 함께 조선공산당을 창당, 조직하는데 참여하였고, 조선공산당 중앙집행위원 겸 조직부 책임자로 선출되었다. 25년 6월 소련에 파견되는 조선공산당 대표로 소련의 모스크바에 건너가 코민테른 위원들과 만나고 코민테른의 정식 승인을 받아왔다.
1928년 2월 상해 일본 영사관 경찰에 체포, 본국으로 강제 송환되었다. 이후 경성 종로경찰서로 압송되어 서울 경성지방법원에서 치안유지법 위반과 증거인멸죄로 4년형을 받아 서대문형무소에서 복역했다.

#### 1930년대 후반
1931년 12월 만기 출옥 후 조동호는 사촌동생 조동순의 매제인 충남 논산의 갑부 윤희중 및 그의 지인들과 상의하여 신문창설의 자금을 원조하여 줄 것을 약속 받고 중앙일보를 인수했다. 이어 중앙일보는 조선중앙일보로 개칭하고 평생 동지인 여운형을 사장으로 영입하고 조동호는 편집고문, 논설위원 주필로 활동하였다. 1933년엔 한국인 젊은청년들을 독립운동가로 양성하기 위하여 중국으로 유학 보내다 일제에 발각되었다.
1932년 11월 중국에 있던 김단야는 정태희를 시켜 여운형에게 연락하여 조동호를 상해로 내보내라는 말을 전하였다. 조동호는 여운형의 부탁을 받고 정태희를 영도사 승방(僧房)에 숨겨주었다. 여운형은 조동하와 양하석을 일선에서 활동하게 하면서 조동하와 양하석을 국외로 내보낼 생각이었다.
그러나 정태희가 국외로 출국하려다가 조선총독부 이동경찰에 검거당하여 신의주감옥에 수감되고 조동호도 홍증식과 함께 끌려가게 되었다. 다시 신의주형무소에서 2년 반 동안 옥고를 치렀다. 1936년 3월에는 의열단원 출신의 독립운동가 박광(朴洸)의 차녀 박소동득(小東得)과 결혼하였다.

#### 조선건국동맹 창건

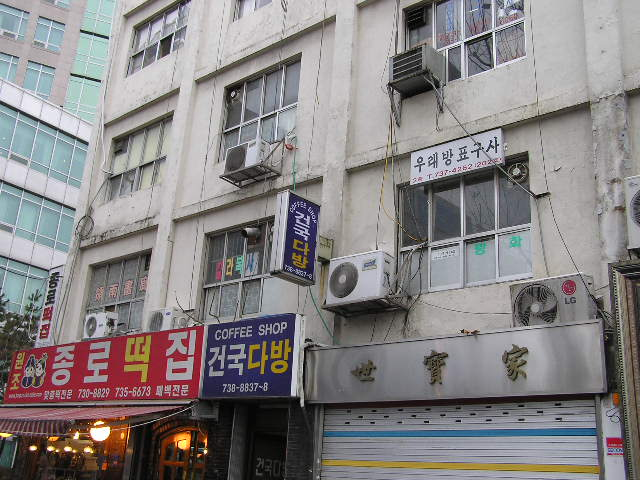
서울 종로구 낙원상가에 위치해 있는 건물. 이 건물은 1944년 8월 10일, 여운형을 중심으로 조직된 지하 비밀 결사 독립운동 단체인 건국동맹이 결성되었던 곳이었다.

1938년 6년반의 옥중생활과 일제의 예비검속자로 지명되어 활동을 하지 못하다가, 경북 봉화군 명호면 도천리의 사금광(砂金鑛)현장으로 피신하였으며, 대륙광업사에서 근무하였다.
1941년 일본의 진주만 폭격 소식을 접하고 일본의 패망을 예견하였다. 이미 국제정세가 일제의 패망을 예고하면서 독립이 가능하다는 희망 하에 1944년 8월 10일 경성부 경운동「삼광한의원」현우현의 집에 조동호, 여운형, 김진우, 현우현, 이수목 등이 모여 비밀 결사단체인 조선건국동맹을 창건하는데 참여, 조국 해방의 준비를 하게 된다. 건국동맹에서는 군사위원회와 농민동맹을 조직했으며 위원장에는 여운형, 조동호는 내무부 담당과 군사위원회를 담당, 비밀히 활동하다가 1945년 7월 24일 부민관 사건으로 총독부 경찰의 검문 검속으로, 그해 8월 4일 이걸소(李傑笑)·이석구 등과 함께 경성부 종로의 관철동집회소에서 총독부 경찰에 체포되어 경기도 경찰부에 투옥되었다.

### 정치 활동

#### 8.15 해방과 건국준비위원회
1945년 일제가 패망한 다음날인 8월 16일 오후 1시 경기도 경찰부에서 석방, 출옥했다. 해방과 동시에 여운형을 중심으로 한 건국동맹 동지들이 건국준비위원회(建國準備委員會)(위원장 여운형)를 조직했고, 조동호는 선전부장(宣傳部長)을 맡았다. 그러나 조동호는 일제 강점기 잔혹한 고문등에 시달리면서 지냈기 때문에 오랜 지병을 앓아왔었던데다 병세가 악화되어 사실상 활동이 불가능한 상태였다. 때문에 8월 22일에 선전부장직을 사임하고 수원에 있는 누님댁으로 가서 요양생활을 하게 된다. 9월 14일 건준을 중심으로 조선인민공화국이 조직되자, 조동호는 조선인민공화국의 중앙위원 겸 내무부장 대리로 선출되었다.

#### 정당·사회단체 활동
1946년 2월 민주주의민족전선의 중앙위원이 되었고, 정치학교의 개교에도 참여하였으며, 그 해의 제1차 미·소 공동위원회에 참가하였다. 그러나 미·소공위는 우익세력의 반발로 무산되고 만다.
1946년 4월 실업자동맹(失業者同盟) 을 조직, 위원장에 취임하였다. 회원수는 곧 회원은 9만 5천명으로 늘어났다. 2월에는 안국동 105번지에 부지를 마련, 유정정치학교(榴亭政治學校)를 설립하여 정치인과 공무원 양성에 심혈을 기울였다.
1947년 4월 여운형 등에 의해 근로인민당(勤勞人民黨)이 조직되자 조동호는 근민당 정치협의회 위원으로 추대되었고, 1947년 5월, 제2차 미·소공동위원회가 개최되었을때, 미소공위 대책위원회 위원에 선출되었다. 그러나 평생동지인 여운형이 7월 19일 서울 혜화동 로터리에서 암살 당하자 정계에서 은퇴하고 낙향하였다.
1948년 5월 10일 수원 누나의 집에 일시 체류할 당시 김성숙(金星淑), 윤동명(尹東明) 등이 그를 방문, 여러번 제헌국회의원에 출마를 권고했지만 사양하였다. 이때 수원군 수원읍장으로 있던 조카 조용구 역시 찾아와 당선 가능성이 있음을 알리며 출마를 권고했지만 역시 사양하였다.

### 말년
1950년 6월 25일 북한의 김일성이 남침을 했을 때 조동호는 다음과 같이 예견하면서 한탄을 했다고 한다.
김일성은 나이가 어려 철이 안 난 아해(아이 :생각이 없다는 뜻)이다. 백성을 다 죽이고 어쩌자는 건가. 남북(南北)이 이제 원수가 됐으니 우리(남과 북)가 합(合)치려면(남북통일) 앞으로 100년은 족히 걸릴 것이다.

한편 조국통일민주주의전선에서는 북한에 협조하지 않는다는 이유로 조동호,  박일원, 김재복, 김성숙, 장건상, 조봉암 등을 지목해서 미국의 유급 간첩이라고 낙인찍고 이들은 ‘동요분자들’, ‘비겁자들’이라 했다.
그 후로 경기도 수원 교동 35번지에 살던 누님의 집과 고향을 오가면서 일제강점기 투옥 생활 중 고문으로 얻은 지병으로 투병생활을 하다가 한국 전쟁을 겪고 1954년 9월 11일 오후 1시 추석날, 고향인 옥천군 청산면 백운리에서 사망했다.

## 사후
사후 바로 경기도 이천군(현 이천시) 마장면 해월리 산24번지 언덕에 안장되었다.
조동호는 여운형과 함께 활동한 사회주의계 독립운동가로, 대한민국에서 좌익계 독립운동가들에 대한 공적 평가가 시작되면서 공적을 인정받았다. 2005년 3월 1일에 건국훈장 독립장이 추서되었다. 이 결정에 따라, 경기도 이천군에 모셔져 있던 묘소를 그해 8월 30일 대전 현충원 애국지사 제3묘역으로 천장하였다.

## 연보
- 1892년 - 충청도 청산현 현내면 백운리(지금의 충청북도 옥천군 청산면 백운리 299번지)에서 출생.
- 1905년 - 서당에서 한학을 배우다 청산사립신명학교 입학.
- 1908년 - 서울로 상경하여 경성측량학교에 입학.
- 1910년 - 경성측량학교 졸업 후 측량기사로 근무.
- 1914년 - 12월 중국으로 망명.
- 1915년 - 1월, 중국 난징 금릉대학교 사범과 중문학부 입학.
- 1916년 - 교민회성격을 띤 항일단체로 신규식등 동제사 단체 지도자들과 체화동락회 조직.
- 1917년 - 난징 금릉대학교 사범과 졸업. 중국인 황자오가 경영하던 '구국일보(救國日報)'사와 '중화신보'(中華新報)사 기자로 입사.
- 1918년 - 신한청년당을 여운형, 선우 혁, 김철, 한진교, 장덕수등 6인과 창당.
- 1919년 4월 - 대한민국 임시정부 수립 참가, 29명의 제헌의원으로 참여, 국무위원으로 피선.
- 1919년 8월 - 임정 기관지 독립신문 창간. 성경에서 자모를 따서 한글활자를 제작 사용.
- 1920년 5월 - 한중호조사 설립에 한국측 간사로 참여.
- 1920년 - 이동녕, 이동휘, 노백린, 신규식, 여운형, 김규식, 조완구, 최창식, 신채호 등과 고려공산당 가입, 출판위원 역임.
- 1922년 1월 - 소련 모스크바에서 열린 '국동민족대회'에 한국측 대표로 참석하여 <한국의 경제, 농민, 노동자의 상태와 노동자, 농민대중의 운동>이라는 제목으로 연설.
- 1922년 10월 - 여운형, 김구, 이유필, 김인전등과 한국노병회 창립.
- 1923년 9월 3일 - <전후세계 상업의 추세>라는 논설을 동아일보에 3회에 게재.
- 1923년 12월 - 국내로 귀국, 일경에 체포되었다가 동아일보 도움으로 석방되어 낙향.
- 1924년 1월 - 동아일보 논설반 논설위원으로 입사.
- 1925년 4월 - 조선공산당 창당에 참여, 6월에는 소련에 파견되는 조선공산당 대표로 소련의 모스크바에 건너가 코민테른 위원들과 만나고 코민테른의 정식 승인을 받음.
- 1928년 2월 3일 - 상해일본영사관경관에 체포되어 국내로 압송, 4년형 선고받고 서대문형무소 복역.
- 1932년 - 출옥한 다음해 지인의 도움을 얻어 중앙일보를 인수.
- 1933년 - 여운형을 중앙일보 사장으로 추대, 중앙일보는 조선중앙일보로 개칭하고 확장된다. 조동호는 편집고문으로 활동.
- 1934년 - 청년들을 중국으로 보내 독립운동에 참여 시키려던 일이 발각되어 신의주형무소에서 2년 5개월 복역.
- 1936년 3월 - 의열단원으로 활동한 독립운동가 박광의 차녀 박소동득(朴小東得)과 결혼.
- 1936년 8월 13일 - 손기정 선수 일장기 말소사건으로 조선중앙일보는 이듬해 1937년 일제에 의해 영구히 폐간.
- 1938년 - 요시찰인 지정으로 활동을 못하고 경북 봉화군 명호면 도천리 사금광 현장으로 은둔, 칩거.
- 1944년 8월 10일 - 경성부 삼광한의원에서 여운형을 중심으로 결성한 '조선건국동맹'에 가담. 조동호는 내무부와 군사위원회 담당.
- 1945년 8월 4일 - 부민관 사건으로 관철동집회소에서 일경에 체포, 경기도 경찰부에 투옥.
- 1945년 8월 15일 - 일제의 항복과 동시에 다음날 8월 16일 낮 12시경 경기도 경찰부에서 출옥.
- 1945년 8월 17일 - 건국준비위원회 선전부장으로 임명.
- 1945년 8월 22일 - 모든 직을 사임하고 수원시 교동 35번지 누님댁에서 신병치료하면서 요양생활 지냄.
- 1946년 - 실업자동맹을 조직. 위원장으로 국민 경제생활에 기여. 유정정치학교를 설립하여 공무원과 정치인 양성. 미소공위 대표 참가, 좌우합작위원회에 참여.
- 1947년 5월 - 근로인민당 조직 참가. 중앙위원과 정치협의회대표 역임. 그러나 얼마못가 7월 19일 일생의 동지였던 여운형이 암살되자, 정계 은퇴하고 고향으로 낙향.
- 1954년 9월 11일 - 일제 강점기 당시 고문 후유증에 시달리다 오후 1시 고향인 충북 옥천군에서 병사.
- 2005년 3월 1일 - 대한민국 정부로부터 건국훈장 독립장 서훈.

## 가족
- 고조부 : 조운종(趙雲從) - 조춘영의 양부
- 생고조부 : 조운망(趙雲望)
- 생고조모 : 능성 구씨 구제원(具悌元)의 딸
  - 증조부 : 조춘영(趙春永)
  - 증조모 : 연안 이씨 이상우(李尙愚)의 딸
    - 조부 : 조병응(趙秉膺)
    - 조모 : 동래 정씨 정기신(鄭基信)의 딸
      - 아버지 : 조명하(趙明夏, 1862년 ~ 1902년 한성부서윤 증 이조판서 조철명(趙哲命)의 7대손, 조현명, 조문명의 7대 방손)
      - 어머니 : 박빈(朴彬, 1864년 ~ 1945년), 고령 박씨 박영문(朴永聞)의 딸
        - 형 : 조동석(趙東祏, 1884년 - 1943년)
        - 형 : 조동우(趙東祐, 1887년 - 1918년)
        - 누님:조동소(趙東昭, 1890년 - 1953년)
        - 누이:조동숙(趙東淑, 1897년 - 1947년)

- 장인 : 박광(朴洸[8], 다른 이름은 박황(朴況), 근호(根浩), 본관은 고령, 1882년 6월 16일 - 1970년 3월 5일)독립운동가. 건국훈장 애족장 서훈(1977년)
  - 처 : 박소동득(朴小東得, 1918년 - 1999년)
    - 아들 : 조윤구(趙潤九, 1940년 ~ )
    - 아들 : 조준구(趙準九, 1945년 ~ )

## 같이 보기
- 건국동맹
- 건국준비위원회
- 대한민국 임시정부
- 동아일보
- 동제사
- 신한청년당
- 근로인민당
- 좌우합작운동
- 조선중앙일보
- 민주주의민족전선
- 민주주의독립전선

## 참고 문헌
- 이현희, 조동호 평전(애국지사) (솔과학, 2007)
- 임경석, 잊을 수 없는 혁명가들에 대한 기록 (임경석, 역사비평사, 2008)
- 이병훈, 세계인명대사전(世界人名大事典) (현문사, 1975)
- 국사대사전(國史大事典) (상영출판사, 1984)
- 여운형치안치안유지법사건(呂運亨治安維持法事件)의 '조동호증인신문조서(趙東祜證人訊問調書)에서, 1929년 8월 3일
- 국사편찬위원회, 한국독립운동사(韓國獨立運動史) 1∼5, (국사편찬위원회, 1965∼1969)
- 국사편찬위원회, 한국독립운동사자료(韓國獨立運動史資料) 1∼4, (국사편찬위원회, 1973∼1982)
- 국회도서관, 대한민국림시정부의정원문서(大韓民國臨時政府議政院文書) (국회도서관, 1974)
- 김약산, 춘산이유필소사(春山李裕弼小史) (김악산(金樂山), 1943)
- 리만규, 몽양여운형투쟁사(夢陽呂運亨鬪爭史) (리만규(李萬珪), 1946)
- 여운홍, 몽양여운형(夢陽呂運亨) (청하각(靑厦閣), 1967)
- 이기형, 몽양(夢陽) 여운형(呂運亨) (실천문학사, 1984)
- 동아일보(東亞日報), 1923년~1934년까지
- 이현희(李炫熙), 조동호항일투쟁사(趙東祜抗日鬪爭史) (청아출판사, 1992)
- 이현희(李炫熙), 한국근현대사(韓國近現代史)의 쟁점(爭點) (삼영, 1993)
- 김후경 외, 독립운동(獨立運動) 공훈사(功勳史) (김후경 외, 한국민족 운동연구소, 1971)
- 김희곤, 신한청년당(新韓靑年黨), 1988 김희곤 국사편찬위원회 한민족 독립운동사 3권
- 건국준비위원회(建國準備委員會)의 조직(組織)과 활동(活動), 1985 홍인숙 해방전후사의 인식 2권 한길사
- 신한청년당(新韓靑年黨)의 독립운동(獨立運動), 1986 신용하 한국학보 44집
- 이현희, 《대한민국 임시정부사 연구》 (혜안, 2001)